# Elton Watkins
Elton Watkins (ur. 6 lipca 1881 w Newton, Missisipi, zm. 24 czerwca 1956 w Portland, Oregon) – amerykański prawnik i polityk związany z Partią Demokratyczną.
W latach 1923–1925 przez jedną dwuletnią kadencję Kongresu Stanów Zjednoczonych reprezentował trzeci okręg wyborczy w stanie Oregon w Izbie Reprezentantów Stanów Zjednoczonych.